# Marozia
Marozia, även Mariuccia, född cirka 890, död 937, var en romersk adelskvinna och de facto politiker. Hon var älskarinna till påven Sergius III, och gavs titlarna senatrix och patricia över Rom av påven Johannes X. 

## Biografi
Marozia var dotter till den romerske konsuln Theophylact och Theodora, Roms verkliga maktfaktor, som Liutprand av Cremona beskrev som en skamlös hora som styr Rom som en man.
Den brittiske sjuttonhundratalshistorikern Edward Gibbon (som trots att han blandade samman Marozias mor Theodora med Marozias syster Theodora) skrev om dem: 
”Inflytandet hos två prostituerade systrar, Marozia och Theodora, grundades på deras skönhet och rikedom, deras politiska och amorösa intriger: de mest ihärdiga av deras älskare belönades med den romerska mitran, och deras styre kan ha förlett mörkare tider till myten om en kvinnlig påve. Marozias oäkta son, sonson, sonsonson, och två av hennes sonsons sonsöner – en sällsynt genealogi – placerades alla i påvestolen”.
Från denna beskrivning kom termen pornokrati att beteckna Theodoras och dottern Marozias effektiva styre av Rom genom sina manliga ersättare.
Marozia utpekades som Sergius III:s älskarinna, hon var gift med Alberic I, hertig av Spoleto (död 926), Guido av Toscana (död 929) och Hugo av Arles, som valdes till kung av Italien 924. De två senare var halvbröder. Marozias son Alberic II ledde oppositionen för att störta hennes och Hugos styre. Efter att ha avsatt dem 932, vid själva bröllopsceremonin, kastade han sin mor i fängelse på livstid. Hugo flydde.
Liber Pontificalis anger att Marozia och Sergius III var föräldrar till Johannes XI, vars pontifikat utmärkte huset Theophylactus maktposition. Av Johannes X fick hon de extraordinära titlarna senatrix och patricia, trots detta lät hon lönnmörda honom 928. Genom maken Alberic I var hon mor till Alberic II, hertig av Spoleto och romarnas prins, som utsåg påvar under åren 932–954 och var far till Octavianus som blev påven Johannes XII. Även påven Johannes XIX var hennes ättling.

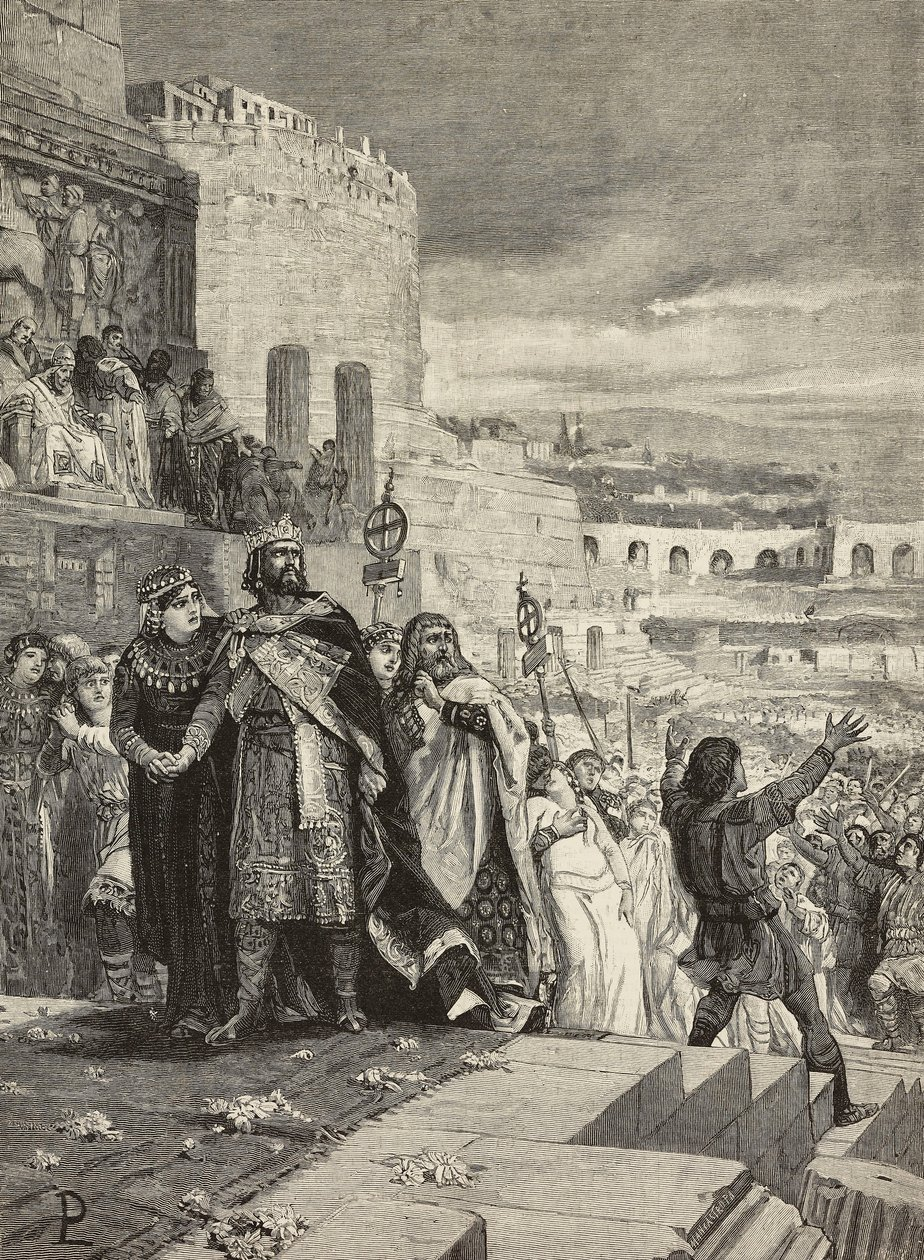
Mariozas bröllop med Hugo, gravyr från 1800-talet.